# El Cjorro
El Cjorro (Savage Pampas) è un film del 1966 diretto da Hugo Fregonese.
Pellicola di produzione statunitense-spagnola-argentina, remake del film argentino del 1945 L'ultima carica (Pampa bárbara) diretto da Lucas Demare.

## Trama
Argentina, anni 1870. In un forte all'estremo limite della Pampa quasi colonizzata, numerosi soldati, reclutati tra la feccia della società, disertati, si uniscono alle tribù di indios ribelli, che rapinano e derubano i coloni. Il capitano dell'avamposto Martín riesce a convincere i suoi superiori che occorrono alle donne, e sul posto vengono inviate delle prostitute.